# Hessische familiengeschichtliche Vereinigung
Die Hessische familiengeschichtliche Vereinigung e. V. (HfV) wurde 1921 in Darmstadt gegründet. Der Verein ist Mitglied im Dachverband Deutsche Arbeitsgemeinschaft genealogischer Verbände e. V. (DAGV).

## Vereinstätigkeit
Der Zweck ist die Förderung der Mitglieder in den historischen Hilfswissenschaften Familienforschung (Genealogie) und Wappenkunde (Heraldik). Dazu wird eine Geschäftsstelle im Hessischen Staatsarchiv Darmstadt mit einer umfangreichen Bibliothek und einem Archiv unterhalten. Zusätzlich betreut und veröffentlicht der Verein die Hessischen Wappen in der Hessischen Wappenrolle.

## Arbeitsgebiet
Das regionale Betreuungsgebiet umfasst die drei ehemaligen Provinzen Oberhessen, Starkenburg und Rheinhessen des alten Großherzogtums Hessen und des späteren Volksstaates Hessen. Die örtlichen Besonderheiten werden in sieben Bezirksgruppen behandelt. Kontakte bestehen zu benachbarten Organisationen. Der Arbeitsbereich des Vereins deckt sich mit dem des Hessischen Staatsarchivs Darmstadt.

## Vereinsgeschichte
- 1973 veranstaltete der Verein den 25. Deutschen Genealogentag. Eine größere Geschäftsstelle wurde im Residenzschloss Darmstadt innerhalb des Staatsarchivs bezogen.
- 1978 überstieg die Mitgliederzahl 400.
- 1980 verfügte die Vereinskartei über 200.000 Personennamen.
- 1994 wurde in das heutige Staatsarchiv am Karolinenplatz umgezogen. Die Mitgliederzahl erreichte 800.
- 2000 wird eine geschlossene Mailingliste für die drei hess. familiengeschichtlichen Gesellschaften in Hessen eingerichtet.
- 2005 ist eine Mitgliederzahl von 1000 erreicht worden.
- 2018 sind 500.000 Kirchenbuchduplikatsseiten (insgesamt 1.000.000 Digitalisate) im Mitgliederbereich online.

## Vereinszeichen
Das Zeichen des Vereins (Logo) ist nach dem ältesten Siegel des ersten Landgrafs von Hessen Heinrich I. gestaltet worden. Nach der Anfertigung des Darmstädter Malers und Graphikers Professor Richard Hoelscher (1867–1943) erfolgte 1907 die Veröffentlichung in der Vereinszeitschrift Archiv für hessische Geschichte und Altertumskunde (AHG) des Historischen Vereins für Hessen in Darmstadt. Danach wurde der „Hessen-Ritter“ als hessisches Symbol mehrfach verwendet.

## Archivbestände und Veröffentlichungen
- 0,5 Millionen Karteikarten mit 1,5 Millionen Informationen
- über 50 Ortsfamilienbücher
- je ca. 5000 familienkundliche und ortsgeschichtliche Schriften
- ca. 200 Periodica
- Zeitschrift Hessische Familienkunde (HFK), der Arbeitsgemeinschaft der familienkundlichen Gesellschaften in Hessen, erscheint viermal jährlich mit Vereinsmitteilungen
- ab 2018 eigene Zeitschrift Hessische Genealogie (HG), erscheint viermal jährlich mit Vereinsmitteilungen
- Zeitschrift Hessische Ahnenlisten erscheint in unregelmäßigen Abständen
- Zeitschriften anderer genealogischer Gesellschaften stehen zur Verfügung
- archivierte Titel des Vereins im Archivinformationssystem Hessen ARCINSYS[3]